# フェニルシラン
フェニルシラン (phenylsilane) とは、単純な芳香族有機ケイ素化合物。別名を シリルベンゼン (silylbenzene) とも。外見は無色の液体。トルエンのメチル基の炭素をケイ素に置き換えた類縁体であり、密度や沸点が近い。有機溶媒に可溶。

## 合成
フェニルシランはテトラエトキシシラン (Si(OEt)4) から2段階で合成される。最初の段階ではグリニャール試薬 PhMgBr を反応させて Ph-Si(OEt)3 を得る。続いて水素化リチウムアルミニウム (LiAlH4) により還元してフェニルシランとする。 
{\displaystyle {\ce {Ph-MgBr\ + Si(OEt)4 -> Ph-Si(OEt)3\ + MgBr(OEt)}}}
{\displaystyle {\ce {4 Ph-Si(OEt)3\ + 3 LiAlH4 -> 4 Ph-SiH3\ + 3 LiAl(OEt)4}}}

## 用途
フェニルシランは3級のホスフィンオキシドの酸素を除去してホスフィンへと還元する。
{\displaystyle {\ce {R3P=O\ + PhSiH3 -> R3P\ + PhSiH2OH}}}
この還元反応の際、リン原子上の立体配置は保持される。例えば、環状のキラルな3級ホスフィンオキシドからは立体が保持された環状ホスフィンが得られる。
フェニルシランはフッ化セシウム (CsF) と組み合わせて、非極性溶媒中でヒドリド源としてはたらく。特に、PhSiH3-CsF は 4-オキサゾリウム塩を 4-オキサゾリンへと 95% の収率で還元できる。